# Az Antarktisz földrajza

Az Antarktisz vázlatos térképe, néhány kutatóállomás helyének megjelölésével

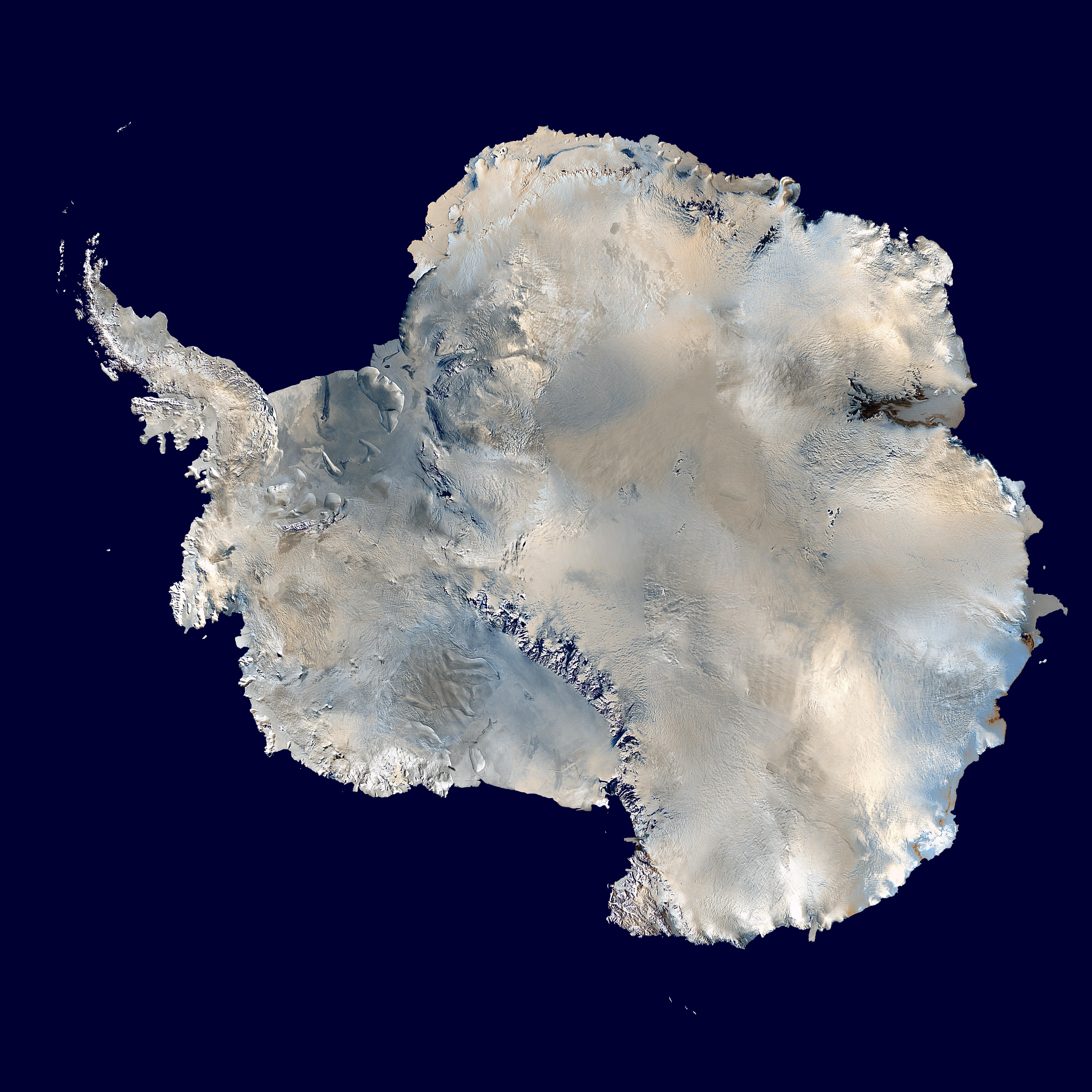
Az Antarktisz egy NASA-felvételen

Az Antarktisz földrajzát a kontinens felfedezését követően még sokáig nehezen lehetett leírni, a rendelkezésre álló kevés adat miatt; a földrajzi viszonyok felderítését jelentősen nehezítette a földrész mostoha időjárása és a felszínt borító jég jelentős vastagsága. A partvonal pontos meghatározása még az 1960-as években is kérdéses volt, és a part mentén folyamatosan leváló kisebb-nagyobb, de néha országnyi méretű jégtömbök miatt még ma is folytonosan változik a kontinens körvonala. A műholdas és egyéb korszerű vizsgálati módszerek előtt a felfedezők és kutatók még érzékcsalódásaiknak is ki voltak téve, amikor az Antarktisz partvonalát vagy a belső területek földrajzát próbálták leírni.
Hagyományosan az Antarktisz fogalom alatt magát a szakirodalomban sokszor Antarktika néven emlegetett kontinenst, és az annak környezetében fekvő szigetek és tengerek összességét értjük;  gyakori, elfogadott szinonímája az elnevezésnek a Déli-sarkvidék kifejezés is. A köznyelv olykor Antarktisz/Antarktika szinonimájaként használja a Déli-sark kifejezést is, ez azonban téves, mivel a Déli-sark egy pontosan meghatározható földrajzi pont, mely a déli szélesség 90. fokánál helyezkedik el.
Antarktisz területe 50 millió km², míg a szűken vett Antarktikáé 13 900 000 km² A kontinenst átlagosan 2000 méter vastag jég borítja, amiből csak egyes hegységek 4000-5000 méteres csúcsai emelkednek ki. A kontinenst két fő részre bonthatjuk: Kelet- és Nyugat-Antarktika. Utóbbiból nyúlik ki Dél-Amerika partjai felé az Antarktiszi-félsziget. Kelet- és Nyugat-Antarktika között választófalat képez a Transzantarktiszi-hegység vonulata. A kontinens legmagasabb pontja, a 4892 méter magas Vinson Massif azonban nem itt, hanem az Ellsworth-hegységben található.
A hegyekből számos gleccser halad a tengerek felé, köztük található a világ legnagyobb gleccsereként számon tartott Lambert-gleccser. Antarktisz jellemző természeti képződménye a selfjég, amiből több hatalmas méretű is megtalálható, a közel Spanyolország-méretű Ross-selfjég, a Ronne-Filchner-selfjég, vagy a Larsen-selfjég.
Az 1990-es évek óta tudjuk, hogy a jég alatt tavak rejtőznek, az egyik legnagyobb - és az elsők között felfedezett - a Vosztok-tó, mely a Vosztok kutatóállomás alatt található.

## Vízrajz

### Az Antarktisz tengerei

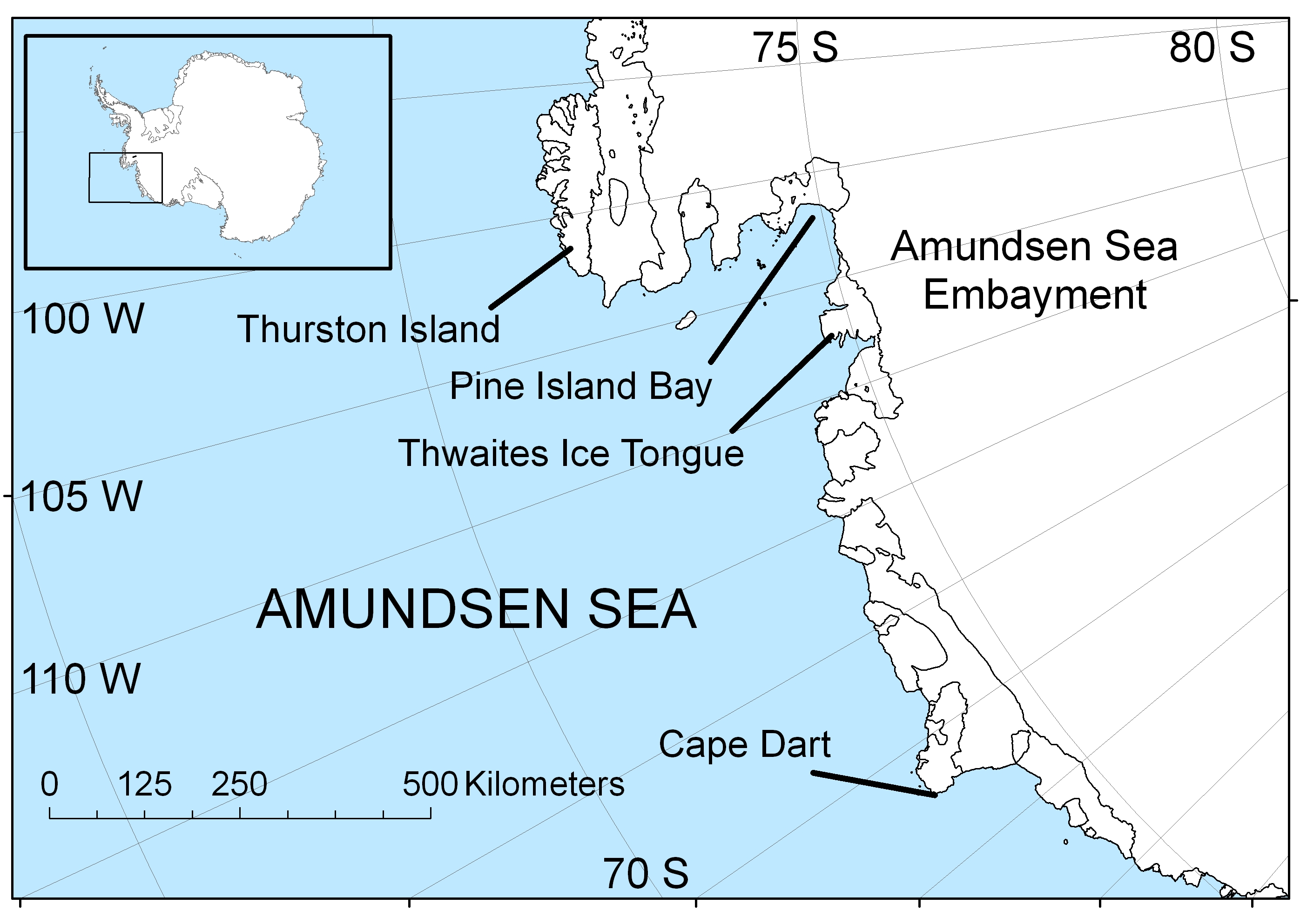
Az Amundsen-tenger elhelyezkedése

Az Antarktiszt messzebbről három óceán veszi körül: az Atlanti-, a Csendes- és az Indiai-óceán, de mellette csak a Déli-óceán (más néven Antarktikus-óceán) húzódik, így pontosan csak az veszi körül. A Déli-óceán határa a 40-50. déli szélességi fok között húzódó antarktikus konvergenciavonal. Ezen az óceánon belül három szektort különböztetünk meg: Atlanti-, Csendes-, és India-óceáni. A déli szélesség 75. fokától egészen a Déli-sarkig szárazföld illetve jég borítja a felszínt, de a 60. és a 65. fok között elterülő rész 99,7%-án vizet találunk.
A Déli-óceán legnagyobb tengerei a Weddel-tengertől kiindulva, az óramutató járásával ellentétesen a Weddell-, a Bellingshausen-, az Amundsen-, a Ross-, a D'Urville-, és a Davis-tenger. Ezek közül a két legnagyobb a Weddell-tenger (2,89 millió km²) és a Ross-tenger (kb. 1 millió km²)

#### A tengerfenék
A Déli-óceán aljzatát tenger alatti hátságok, medencék, valamint vulkanikus hegyek alkotják. A Déli-atlanti-hátság az 50–55. szélességi fokok között elterülő Atlanti-indiai-hátságban folytatódik, de kettejük közé beékelődik az Amerikai-antarktiszi-hátság. Ezen a területen található a Bouvet-sziget. Ettől északkeletre a Délnyugati-indiai-óceáni-hátság déli végénél található a Prince Edward-szigetek és a Crozet-szigetek.
A Kerguelen-plató, melyen a Kerguelen- és a McDonald-szigetek fekszenek, választja ketté a Déli-indiai-óceáni-nagymedencét és az Atlanti-indiai-nagymedencét. A Délkelet-indiai-óceáni-hátságot és a Csendesóceán–Antarktiszi-hátságot a Tasmán-törésöv köti össze, és innen indul ki a Macquarie-hátság is. A Csendesóceán–Antarktiszi-hátság határvonalat képez a Délkeleti- és Délnyugati-csendes-óceáni-hátság között is.
Az Antarktiszt a Scotia-öv köti össze a dél-amerikai kontinenssel. Ennek az ívnek a keleti végénél található a térség egyetlen mélytengeri árka, a -8264 méteres Déli-Sandwich-árok.

#### A tengervíz
A Földet borító Világtenger átlagos sótartalma 35‰, de a Déli-óceán ennél kevésbé sós, mivel a szárazföldi jégtakaró, ami édesvízből áll, a nyári olvadáskor felhígítja. Így a nyári uszadékjég térségében általában 33,6-33,8‰ a tengervíz sótartalma. A déli szélesség 40. és 50. foka között a tengervíz hőmérséklete és a sótartalma ugrásszerűen megváltozik, előbbi nő, utóbbi csökken.

### Az Antarktisz jege

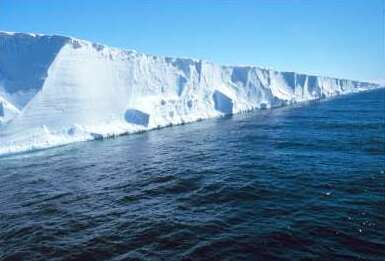
A Ross-selfjég

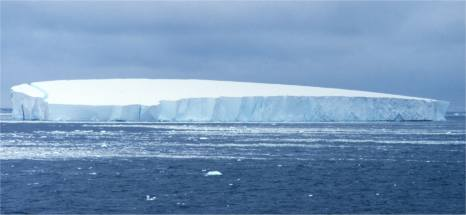
Tábla jéghegy

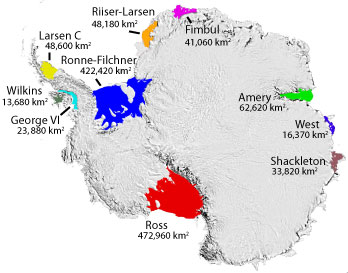
Az Antarktisz fontosabb selfjegei

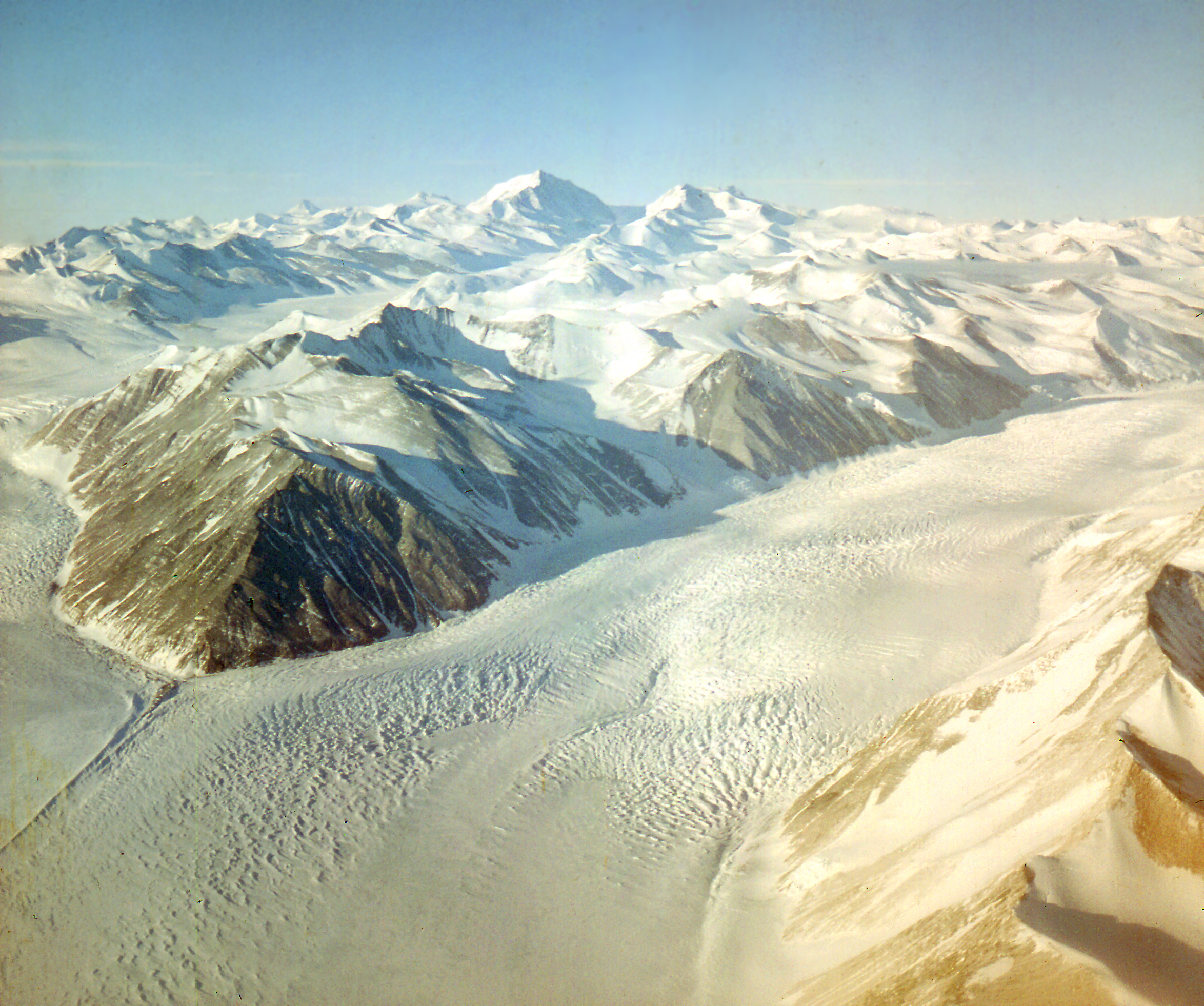
A Beardmore-gleccser

Az Antarktisz területének 95-98%-át jég borítja, ez a föld jégkészletének 90%-a. Ez a földi édesvíz 75-80%-át tárolja. A jégtakaró átlagos magassága meghaladja a 2000 métert, ezért az Antarktisz földünk legmagasabb kontinense. Legnagyobb jégvastagsága 4775 m.
A jeget két nagy csoportra lehet osztani: szárazföldi vagy belföldi jégre, illetve parti jégre.

#### A szárazföldi jég
A szárazföldi jég atmoszferikus eredetű, hóból és édesvízből áll. Ennek a jégtakarónak az átlagos vastagsága 2200 méter, a legvastagabb rétegei, amik 3000-4000 méteresek a nagyobb mélyedésekben találhatóak. A szárazföldi jég becsült térfogata 26-30 millió km³, amely mintegy tízszerese a grönlandi jégmennyiségnek.
A szárazföldi jég két formája van, a gleccser és a jégtakaró.

##### Gleccserek
A gleccserek a déli sarkvidéki jégfennsík lefolyását biztosítják. Az Antarktisz gleccserei a Transzantarktiszi-hegységben és a kontinens peremén ereszkednek alá a legnagyobb sűrűségben.
Az Antarktiszon vannak a Föld leghosszabb gleccserei. A Lambert-gleccser, ami az Amerikai-magasföld és a Prince Charles-hegység között ereszkedik le az Amery-jégselfre, 434 kilométer hosszú, ez a Föld leghosszabb gleccsere. A második leghosszabb a Rennick-gleccser (320 km), ez a Viktória-földről ereszkedik a Csendes-óceánra. Partmenti gleccser még a Scott-gleccser, aminek a hossza 145 km, és a Bunger-oázis mellett, a Queen Mary-parton található.
A Beardmore-gleccser a Transzantarktiszi-hegységből ereszkedik le a Ross-selfjégre 161 kilométer hosszan, a Shackleton-gleccser (145 km) és az Amundsen-gleccser (97 km), ugyanitt található.
Antarktiszon a gleccserek szinte minden típusa megtalálható. Ezek közül leggyakoribb az áttörő gleccser, ami szinte átcsordul a hegyek peremein (Beardmore-, Amundsen-, Shackleton-gleccser). Mozgásuk gyors, akár napi 5 méter is lehet. Az átbukó gleccserek Nyugat-Antarktikán és az Új-Svábföldön figyelhetőek meg. A függőgleccserek sziklákon lógnak. Az Antarktiszon nagyon ritkán, de piedmont (hegylábi) gleccserek is előfordulnak, a Dél-Viktória-földön lehet őket megfigyelni.

#### A parti jég
A  parti jég a tengervízből keletkezik, ezért sós. Ez a jég övezi Antarktikát és a környező szigeteket.

### Tavak, folyók
- Ellsworth-tó

## Domborzat
Két hegység húzódik rajta, melyeket a Ross-tenger és a Weddell-tenger közti földszoros választ el egymástól. A Weddell-tengertől nyugatra és a Ross-tengertől keletre levő területeket Nyugat-Antarktisznak, a másik részt Kelet-Antarktisznak nevezik. A keleti és a nyugati félgömböt a greenwichi délkörhöz viszonyítják.
Legmagasabb pontja a 4892 méter magas Vinson Massif.
A Föld legdélebbi aktív vulkánja itt található, a 3795 méter magas Mount Erebus. Forró vizes oldataiból naponta 80 gramm arany kerül a felszínre.[forrás?]